# Nora Brand
Nora Brand (26 aprile 2000) è una sciatrice alpina tedesca.

## Biografia
Attiva in gare FIS dal novembre del 2016, la Brand ha esordito in Coppa Europa il 9 febbraio 2017 a Bad Wiessee in slalom speciale (39ª). Non ha debuttato in Coppa del Mondo né preso parte a rassegne olimpiche o iridate.

## Palmarès

### Coppa Europa
- Miglior piazzamento in classifica generale: 169ª nel 2020

### Nor-Am Cup
- Miglior piazzamento in classifica generale: 19ª nel 2023
- 2 podi:
  - 1 vittoria
  - 1 secondo posto

#### Nor-Am Cup - vittorie
| Data           | Località | Paese       | Specialità |
| -------------- | -------- | ----------- | ---------- |
| 4 gennaio 2023 | Stratton | Stati Uniti | SL         |

Legenda:

SL = slalom speciale

### Campionati tedeschi
- 1 medaglia:
  - 1 bronzo (slalom gigante nel 2019)